# Црква Светог Николе у Поповљану
Црква Светог Николе у селу Поповљане, насељеном месту на територији општине Сува Река, на Косову и Метохији, представљала jе непокретно културно добро као споменик културе.
Црква посвећена Светом Николи у селу Поповљане, подигнута је и осликана фрескама 1626. године, заслугом ктитора Радета и његових синова Воича, Јована и Крагуја. Презиме им се није сачувало на ктиторском натпису исписаном изнад прозора на јужном зиду храма.
У храму су се сачувале и више солидно сликаних иконе, а се око цркве налази старо српско гробље.
Цркву су албански терористи потпуно уништили експлозивом у лето 1999. године.

## Основ за упис у регистар
Решење Завода за заштиту и научно проучавање споменика културе НРС у Београду, бр. 1575 од 16. 12. 1950. г. Закон о заштити споменика културе и природних реткости (Сл. гласник НРС бр. 54/4).